# Theodor Wilhelm Danzel (Philosoph)
Theodor Wilhelm Danzel (* 4. Februar 1818 in Hamburg; † 9. Mai 1850 in Leipzig) war ein deutscher Ästhetiker und Literaturhistoriker.

## Herkunft und Familie
Danzel wurde als Sohn des Hamburger Arztes Friedrich Danzel (1792–1847) und dessen Ehefrau Anna Catharina Westphalen (1786–1849) geboren. Seine Mutter war eine Schwester des Juristen Nicolaus Adolf Westphalen (1793–1854). Der Chirurg August Danzel (1822–1889) war sein Bruder.

## Leben und Wirken
Danzel absolvierte seine Schulzeit an der Gelehrtenschule des Johanneums und dem Akademischen Gymnasium seiner Vaterstadt. Ab 1837 studierte er an den Universitäten Leipzig, Halle, Berlin und Jena. 1841 promovierte er in Jena zum Doktor der Philosophie, kehrte anschließend nach Hamburg zurück und hielt Vorlesungen über Ästhetik am Akademischen Gymnasium sowie Vorträge über Goethe und Schiller. Im Februar 1845 habilitierte er sich als Privatdozent in Leipzig. 1848 trat er dem Deutschen Verein in Leipzig bei. Im Alter von 32 Jahren starb Danzel, der seit jungen Jahren eine Lungenkrankheit hatte, an einer Gehirnentzündung am 9. Mai 1850 in Leipzig und fand auch seine letzte Ruhestätte dort.
Danzel war anfangs ein konsequenter Parteigänger Georg Wilhelm Friedrich Hegels, konnte sich aber 1844 mit seinem Werk „Über die Aesthetik der Hegelschen Philosophie“ von diesem emanzipieren. Sein Werk „Gotthold Ephraim Lessing, sein Leben und seine Werke“ stand im Gegensatz zu den Thesen Georg Gottfried Gervinus’ und wurde kontrovers diskutiert.

## Werke
- Abhandlung über die Platons Phädon und Phädros enthaltene Lehre vom Leben der Seele. Hamburg 1837.
- Plato quid de philosophandi modo senserit. Johann August Meißner, Hamburg 1841, OCLC 470350286 (Inauguraldissertation).
- Ueber Goethe’s Spinozismus. Ein Beitrag zur tiefern Würdigung des Dichters und Forschers. Johann August Meißner, Hamburg 1843, OCLC 162930226 (books.google.de).
- Über die Aesthetik der Hegelschen Philosophie. Johann August Meißner, Hamburg 1844, OCLC 31617796 (books.google.de).
- Plato philosophiae in disciplinaeformam redactae parens et auctor. C. F. Doerffling, Leipzig 1845, OCLC 805946242 (books.google.de – Habilitationsschrift).
- Über den gegenwärtigen Zustand der Philosophie der Kunst und ihre nächste Aufgabe. Erster Artikel. In: Immanuel Hermann Fichte (Hrsg.): Zeitschrift für Philosophie und spekulative Theologie. Band 12, Zweites Heft. Ludwig Friedrich Fues, Tübingen 1844, OCLC 894901036, S. 201–242 (books.google.de).
- Über den gegenwärtigen Zustand der Philosophie der Kunst und ihre nächste Aufgabe. Zweiter Artikel. In: Immanuel Hermann Fichte (Hrsg.): Zeitschrift für Philosophie und spekulative Theologie. Band 14, Zweites Heft. Ludwig Friedrich Fues, Tübingen 1845, OCLC 894901036, S. 161–207 (books.google.de).
- Über den gegenwärtigen Zustand der Philosophie der Kunst und ihre nächste Aufgabe. Dritter Artikel. In: Immanuel Hermann Fichte (Hrsg.): Zeitschrift für Philosophie und spekulative Theologie. Band 15,. Zweites Heft. Ludwig Friedrich Fues, Tübingen 1846, OCLC 894901036, S. 192–248 (books.google.de).
- Gottsched und seine Zeit. Auszüge aus seinem Briefwechsel. Dyk’sche Buchhandlung, Leipzig 1848, OCLC 258152308 (books.google.de).
- Theodor Wilhelm Danzel: Gotthold Ephraim Lessing, sein Leben und seine Werke. Band 1. Dyk’sche Buchhandlung, Leipzig 1850 (books.google.de).
  - Theodor Wilhelm Danzel: Gotthold Ephraim Lessing, sein Leben und seine Werke. Hrsg.: Wendelin Freiherr von Maltzahn, Robert Boxberger. 2., berichtigte und vermehrte Auflage. Band 1. Hofmann, Berlin 1880, OCLC 631406458.
- Theodor Wilhelm Danzel: Gotthold Ephraim Lessing, sein Leben und seine Werke. Hrsg.: Gottschalk Eduard Guhrauer. Band 2. Dyk’sche Buchhandlung, Leipzig 1853 (books.google.de).
  - Theodor Wilhelm Danzel, Gottschalk Eduard Guhrauer: Gotthold Ephraim Lessing, sein Leben und seine Werke. Hrsg.: Wendelin Freiherr von Maltzahn, Robert Boxberger. 2., berichtigte und vermehrte Auflage. Band 2. Hofmann, Berlin 1881, OCLC 634569357.
- Theodor Wilhelm Danzel: Gesammelte Aufsätze. Hrsg.: Otto Jahn. Dyk’sche Buchhandlung, Leipzig 1855, OCLC 6499074.